# Tychius (djur)
Tychius är ett släkte av skalbaggar som beskrevs av Ernst Friedrich Germar 1817. Tychius ingår i familjen vivlar.

## Bildgalleri

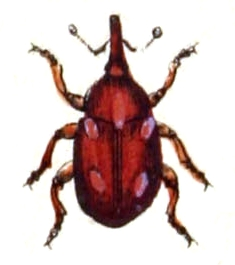
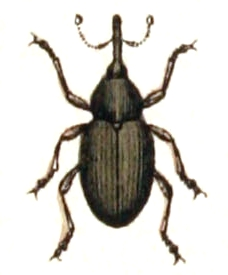

## Dottertaxa tillTychius, i alfabetisk ordning[1][2]
- Tychius acosmus
- Tychius adspersulus
- Tychius adspersus
- Tychius affinis
- Tychius afflictus
- Tychius africanus
- Tychius akbesianus
- Tychius albidus
- Tychius albilateratus
- Tychius albocruciatus
- Tychius alboguttatus
- Tychius albolineatus
- Tychius albonotatus
- Tychius albosparsus
- Tychius albosuturatus
- Tychius albovittatus
- Tychius albovittis
- Tychius albulus
- Tychius algiricus
- Tychius alluaudi
- Tychius alpensis
- Tychius alpinus
- Tychius amabilis
- Tychius amandus
- Tychius amoenus
- Tychius amplicollis
- Tychius ancora
- Tychius annulatus
- Tychius antennalis
- Tychius antoinei
- Tychius antonei
- Tychius approximatus
- Tychius arator
- Tychius aratus
- Tychius ardea
- Tychius areatus
- Tychius argentatus
- Tychius argentellus
- Tychius argenteosquamosus
- Tychius aridicola
- Tychius arietatus
- Tychius armatus
- Tychius armeniacus
- Tychius asperatus
- Tychius astragali
- Tychius atlasicus
- Tychius atomus
- Tychius auliensis
- Tychius aurarius
- Tychius aureolus
- Tychius aureomicans
- Tychius auricapillus
- Tychius aurichalceus
- Tychius auricollis
- Tychius auripilis
- Tychius auritus
- Tychius auroillitus
- Tychius balearicus
- Tychius barcelonicus
- Tychius beckeri
- Tychius beckerianus
- Tychius bedeli
- Tychius bellus
- Tychius beloni
- Tychius bertonlinii
- Tychius berytensis
- Tychius bicolor
- Tychius biskrensis
- Tychius bisquamosus
- Tychius bivittatus
- Tychius bremondi
- Tychius brevicollis
- Tychius brevicornis
- Tychius brevipennis
- Tychius brevitarsis
- Tychius breviusculus
- Tychius brisouti
- Tychius bruleriei
- Tychius brunnensis
- Tychius canescens
- Tychius carinicollis
- Tychius caroli
- Tychius carolinae
- Tychius carpini
- Tychius centromaculatus
- Tychius cervicolor
- Tychius cervinoaureus
- Tychius chaboti
- Tychius chembaensis
- Tychius chevrolati
- Tychius chobauti
- Tychius ciceris
- Tychius ciliatus
- Tychius ciliciensis
- Tychius cinerascens
- Tychius cinnamomeus
- Tychius circulatus
- Tychius clavipes
- Tychius clavivarius
- Tychius comptus
- Tychius conformis
- Tychius confusus
- Tychius conspersus
- Tychius contemptus
- Tychius convexiusculus
- Tychius corniculatus
- Tychius crassior
- Tychius crassirostris
- Tychius cretaceus
- Tychius cuprifer
- Tychius cuprinus
- Tychius curtipennis
- Tychius curtirostris
- Tychius curtus
- Tychius curvirostris
- Tychius cyaneus
- Tychius cylindritubus
- Tychius dalmatinus
- Tychius danieli
- Tychius decoratus
- Tychius decretus
- Tychius deliciosus
- Tychius denominandus
- Tychius dentatus
- Tychius denticrus
- Tychius dentipes
- Tychius depauperatus
- Tychius deplanatus
- Tychius depressicollis
- Tychius depressus
- Tychius desbrochersi
- Tychius dieneri
- Tychius difficilis
- Tychius dilectus
- Tychius dimidiatipennis
- Tychius dimidiatirostris
- Tychius discicollis
- Tychius discoloma
- Tychius discolor
- Tychius dispar
- Tychius distans
- Tychius diversepubens
- Tychius dorsalis
- Tychius dulcis
- Tychius echinus
- Tychius edentatus
- Tychius elegans
- Tychius elegantulus
- Tychius ellipsiformis
- Tychius elongatior
- Tychius elongatulus
- Tychius elongatus
- Tychius ephippiatus
- Tychius errans
- Tychius erraticus
- Tychius exiguus
- Tychius facetus
- Tychius fagniezi
- Tychius fallax
- Tychius fallens
- Tychius fanalesi
- Tychius farinosus
- Tychius fasciatus
- Tychius fatuus
- Tychius fausti
- Tychius femoralis
- Tychius festivus
- Tychius filirostris
- Tychius flavicollis
- Tychius flavicornis
- Tychius flavipes
- Tychius flavus
- Tychius florieni
- Tychius fournieri
- Tychius fraterculus
- Tychius freudei
- Tychius fulvescens
- Tychius funicularis
- Tychius fuscipes
- Tychius fuscolineatus
- Tychius gabrieli
- Tychius galloprovincialis
- Tychius genistae
- Tychius genistaecola
- Tychius gentilis
- Tychius glaucus
- Tychius globithorax
- Tychius glycyrrhizae
- Tychius gossypii
- Tychius gracilipes
- Tychius graecus
- Tychius grandicollis
- Tychius grenieri
- Tychius griseus
- Tychius grypus
- Tychius haematocephalus
- Tychius haematopus
- Tychius hauseri
- Tychius henoni
- Tychius hesperis
- Tychius heydeni
- Tychius hipponensis
- Tychius hirtellus
- Tychius hispidus
- Tychius holdhausi
- Tychius hordei
- Tychius horni
- Tychius hovanus
- Tychius hueti
- Tychius humeralis
- Tychius hypaetrus
- Tychius hystrix
- Tychius icosiensis
- Tychius identipes
- Tychius ifranensis
- Tychius imbellis
- Tychius imbricatipennis
- Tychius imbricatus
- Tychius immaculicollis
- Tychius immistus
- Tychius indictus
- Tychius indutus
- Tychius inermis
- Tychius ininterruptus
- Tychius inquinatus
- Tychius insularis
- Tychius intramarginalis
- Tychius intrusus
- Tychius irkutensis
- Tychius italicus
- Tychius jacqueti
- Tychius joffrei
- Tychius junceus
- Tychius jungermannii
- Tychius junior
- Tychius kiesenwetteri
- Tychius kirbyi
- Tychius kirschi
- Tychius kocheri
- Tychius kuschakewitschi
- Tychius languidus
- Tychius lapathi
- Tychius lateralis
- Tychius laticollis
- Tychius latiusculus
- Tychius lautus
- Tychius leonhardi
- Tychius leprieuri
- Tychius liljebladi
- Tychius lineatellus
- Tychius lineatulus
- Tychius lineolatus
- Tychius litigiosus
- Tychius lodosi
- Tychius longiclava
- Tychius longicollis
- Tychius longicrus
- Tychius longinasus
- Tychius longitarsis
- Tychius longitubus
- Tychius longiusculus
- Tychius longulus
- Tychius longus
- Tychius lopezi
- Tychius luteus
- Tychius maculatus
- Tychius maculifrons
- Tychius maculosus
- Tychius magnificus
- Tychius mathieui
- Tychius maximus
- Tychius maynei
- Tychius mazurai
- Tychius medicaginis
- Tychius medius
- Tychius mekalinensis
- Tychius melarhynchus
- Tychius meliloti
- Tychius mesopotamicus
- Tychius metallescens
- Tychius metallifer
- Tychius meyeri
- Tychius mica
- Tychius micaceus
- Tychius mimulus
- Tychius minutissimus
- Tychius mitratus
- Tychius mixtus
- Tychius modestus
- Tychius molestus
- Tychius mollicomus
- Tychius mongolicus
- Tychius monticola
- Tychius morawitzi
- Tychius moreanus
- Tychius motschulskyi
- Tychius mozabitus
- Tychius nasutus
- Tychius naxiae
- Tychius neapolitanus
- Tychius nefastus
- Tychius nemausensis
- Tychius nervosus
- Tychius nigricollis
- Tychius nigrirostris
- Tychius nimius
- Tychius nitidior
- Tychius nitidirostris
- Tychius normandi
- Tychius normandianus
- Tychius obductus
- Tychius obesus
- Tychius oblongiusculus
- Tychius obscurus
- Tychius ochraceus
- Tychius ochroceras
- Tychius oertzeni
- Tychius olcesei
- Tychius olcesianus
- Tychius opaculus
- Tychius oppositus
- Tychius orbiculatus
- Tychius oriens
- Tychius oschianus
- Tychius ovalis
- Tychius paganettii
- Tychius paleolatus
- Tychius parallelipennis
- Tychius parallelogrammus
- Tychius parallelus
- Tychius pardalis
- Tychius parvula
- Tychius parvulus
- Tychius pauperculus
- Tychius pegaso
- Tychius pelissieri
- Tychius pellitus
- Tychius peneckei
- Tychius perceptus
- Tychius pernix
- Tychius perpendus
- Tychius peyerimhoffi
- Tychius phalerata
- Tychius phoenicius
- Tychius picirostris
- Tychius polylineatus
- Tychius ponticus
- Tychius porcatus
- Tychius posticus
- Tychius potentillae
- Tychius poussielguei
- Tychius primita
- Tychius probus
- Tychius prolixus
- Tychius pseudogenistae
- Tychius pseudonigricollis
- Tychius puellus
- Tychius pulcher
- Tychius pumilus
- Tychius pusillus
- Tychius pygmaeus
- Tychius quadrimaculatus
- Tychius quinquelineatus
- Tychius quinquepunctatus
- Tychius radians
- Tychius raffrayi
- Tychius rasus
- Tychius recognitus
- Tychius rectinasus
- Tychius reduncus
- Tychius reichei
- Tychius reitterianus
- Tychius retusus
- Tychius rubanus
- Tychius rubidendus
- Tychius ruficornis
- Tychius rufipennis
- Tychius rufipes
- Tychius rufirostris
- Tychius rufofemoratus
- Tychius rufovittatus
- Tychius rungsi
- Tychius russicus
- Tychius sanctus
- Tychius schatzmayri
- Tychius schaumi
- Tychius schneideri
- Tychius seductor
- Tychius semiauratus
- Tychius semisquamosus
- Tychius seniculus
- Tychius sericans
- Tychius sericatus
- Tychius sericellus
- Tychius sericeus
- Tychius seriepilosus
- Tychius setosus
- Tychius sharpi
- Tychius sibinioides
- Tychius siculellus
- Tychius siculus
- Tychius similaris
- Tychius similis
- Tychius simillimus
- Tychius simplex
- Tychius sisymbrii
- Tychius sorex
- Tychius sparsus
- Tychius sparsutus
- Tychius spartii
- Tychius spinicrus
- Tychius spiniger
- Tychius squalidus
- Tychius squamifer
- Tychius squamosus
- Tychius squamulatus
- Tychius starki
- Tychius stepheni
- Tychius stephensi
- Tychius stigma
- Tychius striatellus
- Tychius striatulus
- Tychius strigosus
- Tychius strumarius
- Tychius suavis
- Tychius subdentatus
- Tychius subellipticus
- Tychius subfasciatus
- Tychius subflavicollis
- Tychius sublineatus
- Tychius subpaleatus
- Tychius subparallelus
- Tychius subpilosus
- Tychius subsulcatus
- Tychius sulcatulus
- Tychius sulphureus
- Tychius sutura-alba
- Tychius suturalis
- Tychius suturatus
- Tychius suturellus
- Tychius tacitus
- Tychius teluetensis
- Tychius temperei
- Tychius tenuirostris
- Tychius tenuitarsis
- Tychius terrosus
- Tychius tessellatus
- Tychius texanus
- Tychius therondi
- Tychius thoracicus
- Tychius tibialis
- Tychius tomentosus
- Tychius transversus
- Tychius trapezithorax
- Tychius tridentinus
- Tychius trilineatus
- Tychius trilobus
- Tychius trimacula
- Tychius trivialis
- Tychius trivirgatus
- Tychius tuberculirostris
- Tychius turanensis
- Tychius turkestanicus
- Tychius unicolor
- Tychius uniformis
- Tychius uralensis
- Tychius variegatus
- Tychius vauclusianus
- Tychius vaulogeri
- Tychius venustus
- Tychius vernalis
- Tychius vernilis
- Tychius vestitipennis
- Tychius villosus
- Tychius viscariae
- Tychius vittatus
- Tychius vitticollis
- Tychius zanoni